# Mekartanjung
Mekartanjung is een bestuurslaag in het regentschap Sukabumi van de provincie West-Java, Indonesië. Mekartanjung telt 4490 inwoners (volkstelling 2010).